# Мюнхеймер, Адам
Адам Мюнхеймер, в России Адам Сигизмундович Минхгеймер, также Мюнххеймер, Мюнхаймер, Минхеймер (нем. Adam Münchheimer, пол. Minchejmer; 23 декабря 1830, Варшава — 28 января 1904, Варшава) — польский скрипач, дирижёр, композитор и музыкальный педагог.
Родился в семье владельца основанной в 1816 году в Варшаве пуговичной фабрики Сигизмунда Мюнххеймера (Мингхеймера), внук гравёра и печатника Абрахама Мюнххеймера, перебравшегося в Варшаву из Силезии.
Учился игре на скрипке у Яна Хорнзеля, композиции у Августа Фрейера, затем занимался в Берлине под руководством А. Б. Маркса.
Вернувшись в Варшаву, с 1850 г. играл в оркестре Большого театра, в 1864—1891 гг. его дирижёр, а в 1872 г. также сменил умершего Станислава Монюшко на посту директора (занимался также организацией его похорон, сочинив траурный марш на темы из произведений покойного). С 1892 г. главный библиотекарь варшавских музыкальных театров.
Автор опер «Оттон-лучник» (пол. Otton Łucznik; 1859, либретто Я. Хенцинского по одноимённому роману Александра Дюма, поставлена 1864), «Страдиот» (пол. Stradyota; 1869, постановка 1876), «Мазепа» (1885, по Юлиушу Словацкому, постановка 1900) и «Мститель» (итал. Il Vendicatore; 1897, постановка 1910). Сочинял также балетную и церковную музыку, песни.
Внук — Адам Рышард Минхеймер (пол. Adam Ryszard Minchejmer; 1907—1959), инженер-механик, заметная фигура в польском автомобилестроении.